# Лисец (Средна гора)
 Тази статия е за върха в Средна гора.  За други значения вижте Лисец.  
Лисѐц е заоблен връх с полегати склонове в Същинска Средна гора. Издига се на 1386 m н.в. Чрез скалист гребен се свързва с връх Братия. В подножието му извират началните притоци на Банска река, която е приток на река Луда Яна, както и притоци на река Тополница. В южното му подножие се намира местността Оборище. На северозапад от връх Лисец се намира хижа „Сакарджа“.

## Други
На Лисец е наречена улица в квартал „Подуяне“ в София (Карта).